# Bulbophyllum ochthochilum
Bulbophyllum ochthochilum är en orkidéart som beskrevs av Jaap J. Vermeulen. Bulbophyllum ochthochilum ingår i släktet Bulbophyllum och familjen orkidéer. Inga underarter finns listade i Catalogue of Life.